# Afroneta snazelli
Afroneta snazelli é uma espécie de aranhas da família Linyphiidae encontradas na Etiópia. Foi descrita pela primeira vez em 1996.